# Pycnosiphorus caelatus
Pycnosiphorus caelatus is een keversoort uit de familie vliegende herten (Lucanidae). De wetenschappelijke naam van de soort is voor het eerst geldig gepubliceerd in 1842 door Blanchard.